# Кожабеков, Кененбай Молданович
Кененбай Молданович Кожабеков (каз. Кененбай Молданұлы Қожабеков; 3 марта 1928, аул Аксенгир, КазССР, СССР (ныне Алматинской области, Казахстан) — 3 ноября 1988, Алма-Ата, КазССР, СССР) — казахский советский актёр театра и кино. Народный артист Казахской ССР (1972). Лауреат Государственной премии Казахской ССР имени К. Байсеитовой (1971).

## Биография
Родился 3 марта 1928 года в ауле Аксенгир. Выпускник актёрского отделения Алма-Атинского театрально-художественного училища (1950).
В 1949 году впервые снялся в кино, первая роль — чукча Айе в фильме «Алитет уходит в горы» режиссёра Марка Донского. Донской тогда отобрал в Алма-Ате для фильма также позже ставших известными Нурмухана Жантурина (роль Туматуге) и Гульфайрус Исмаилову.
В 1950—1967 годах играл на сцене Казахского ТЮЗа, с 1958 года — актёр киностудии «Казахфильм», где в 1975 году о нём был снят документальный фильм «Возвращение Кененбая». В конце 1960-х актёр в схватке с бандитами получил тяжёлое ранение и стал инвалидом. Остаток жизни Кожабеков провел в инвалидной коляске, однако продолжал сниматься — в основном в эпизодах и тех ролях, где не требовалось ходить в кадре. Фильм «Волчья яма» ярко показал его актёрское мастерство, даже несмотря на то, что он был прикован к инвалидной коляске.

## Творчество

### Фильмография
- 1949 — Алитет уходит в горы — Айе
- 1952 — Джамбул — Надир
- 1955 — Девушка-джигит — Айдар
- 1955 — Это было в Шугле — Бахитжан
- 1956 — Беспокойная весна — Хаваш Атабаев
- 1957 — Рыбаки Арала — Ерназар Калимбетов
- 1958 — Мы из Семиречья — Нартай
- 1959 — Однажды ночью — Кемел Керимбаев
- 1961 — Если бы каждый из нас — Имаш
- 1961 — Сплав — Тулиген
- 1963 — Меня зовут Кожа — Рахманов, учитель
- 1966 — Тревожное утро
- 1969 — Кыз Жибек — хан Сырлыбай
- 1971 — Брат мой — Амиркул
- 1972 — Горизонты — отец Таира
- 1972 — Тризна — Батыраш
- 1974 — Эй вы, ковбои!
- 1975 — Притча о любви
- 1975 — Храни свою звезду — Кавен
- 1976 — Встречи на Медео — спортивный администратор
- 1977 — Однажды и на всю жизнь
- 1978 — Кровь и пот
- 1979 — Щит города
- 1980 — Гонцы спешат — Манай
- 1980 — Пора звенящего зноя
- 1981 — Последний переход — Досмухамбет-бай
- 1982 — Дыня — начальник станции «Ахтумар»
- 1983 — Волчья яма — Муса Шарипов, «Бабахан», он же Баймурзаев, Хасанов
- 1985 — Знай наших! — эпизод
- 1986 — На перевале
- 1986 — Турксиб
- 1987 — Тризна — Батыраш
- 1989 — Султан Бейбарс — султан Салех

## Награды
- 1959 — Медаль «За трудовое отличие» — за выдающиеся заслуги в развитии казахского искусства и литературы и в связи с декадой казахского искусства и литературы в гор. Москве
- 1971 — Государственная премия Казахской ССР имени К. Байсеитовой
- 1972 — на 5-м Всесоюзном кинофестивале в Тбилиси за роль Сырлыбая в фильме «Кыз Жибек» получил спец. диплом жюри «За работу по развитию драматического искусства на экране»[1].